# 전용원
전용원(田瑢源, 1944년 4월 24일~)은 대한민국의 정치인이다. 제13·15·16대 국회의원을 지냈다. 본관은 담양이며, 경기도 구리 출신이다.

## 학력
- 서울교동국민학교 졸업
- 청운중학교 졸업
- 경기상업고등학교 졸업
- 경희대학교 정경대학 정치외교학 학사
- 경희대학교 경영대학원 경영학 석사

## 경력
- 국회 예산결산특별위원회 위원
- (주)진원물산 대표이사
- 신한국당 직능위원회 위원장
- 국회 통상산업위원회 위원
- 국회 여성특별위원회 위원
- 국회 산업자원위원회 위원
- 국회 보건복지위원회 위원장
- 한나라당 대통령선거직능총본부장
- 한나라당 경기도지부장
- 한ㆍ요르단의원 친선외교협회 회장
- 담양 전씨 종친회 회장
- 자유민주연합 특임위원
- 한나라당 인사위원회 위원장
- 새누리당 경기도당 고문
- 자유한국당 경기도당 원로고문
- 국민의힘 경기도당 원로고문
- 대한민국헌정회 경기도 북부 시도지회장
- 제21대 대통령 선거 국민의힘 김문수 대통령 후보 경기 선거대책위원회 상임고문

## 역대 선거 결과
|  | 34.18% |

|  | 31.94% |

|  | 37.67% |

|  | 39.99% |

|  | 38.31% |

## 같이 보기
- 구리시 (선거구)
- 구리시의 국회의원